# 中村敦
中村 敦（なかむら あつし、1973年7月18日 - ）は、兵庫県神戸市出身のサッカー指導者。

## 来歴
大学卒業後、警視庁に入庁した経歴を持つ。筑波大学大学院修了後の2005年よりサガン鳥栖、横浜FCのコーチを歴任。2014年より奈良クラブの監督に就任し、2016年シーズンを最後に契約満了により監督を退任した。
2019年12月、栃木シティFCの監督に就任した。2020年シーズンは関東サッカーリーグ1部優勝に導いたが、全国地域サッカーチャンピオンズリーグ（地域CL）決勝ラウンドで3位に終わりJFL昇格は果たせなかった。続く2021年シーズンは地域CL進出を逃し、10月4日付で栃木シティ監督を解任された。
2024年より東京23FCのスポーツダイレクターに就任すると発表された。

## サッカー歴
- 東京都立城東高等学校
- 神奈川大学
- 筑波大学大学院

## 指導歴
- 2001年 - 2002年 神奈川大学:コーチ
- 2003年 - 2005年 茨城県立藤代高等学校:コーチ
- 2005年 - 2009年 サガン鳥栖:コーチ
- 2010年 - 2011年 横浜FC:コーチ
- 2012年 - 2013年 横浜FC:アカデミーコーチ
- 2014年 - 2016年 奈良クラブ:監督
- 2017年 シンブリーバングラジュンFC:監督
- 2018年 - 2019年 ブータンアカデミー、U-16・U-19代表:監督[6]
- 2020年 - 2021年 栃木シティFC:監督
- 2022年　スデヴァ・デリーFC（英語版） 監督

## 監督成績
| 年度 | クラブ | 所属 | リーグ戦 | リーグ戦 | リーグ戦 | リーグ戦 | リーグ戦 | リーグ戦 | カップ戦 | カップ戦 |
| 年度 | クラブ | 所属 | 順位     | 勝点     | 試合     | 勝       | 分       | 敗       | リーグ杯 | 天皇杯   |
| ---- | ------ | ---- | -------- | -------- | -------- | -------- | -------- | -------- | -------- | -------- |
| 2014 | 奈良ク | 関西 | 優勝     | 33       | 14       | 10       | 3        | 1        | 優勝     | 3回戦    |
| 2015 | 奈良ク | JFL  | 7位      | 46       | 30       | 13       | 7        | 10       | -        | 1回戦    |
| 2016 | 奈良ク | JFL  | 10位     | 37       | 30       | 10       | 7        | 13       | -        | 2回戦    |

## タイトル
- 関西サッカーリーグ (2014年)
- 第38回全国地域サッカーリーグ決勝大会 (2014年)

## 取得資格
- AFC Pro Diploma license（日本サッカー協会公認S級コーチ相当）
- 日本サッカー協会公認A級コーチ